# 茂木慎之介
茂木 慎之介（もてぎ しんのすけ、1997年8月7日 - ）は、東京都墨田区出身の元プロアイスホッケー選手。ポジションはフォワード。
普段は藤木企業株式会社で働いている。愛称は"しんちゃん"。

## 経歴
大東文化大学を経て、アジアリーグアイスホッケーの横浜GRITSに入団した。
2019-2020シーズンオフの2020年9月2日にGRITSと契約を継続した。
2020-2021シーズンオフの2021年6月18日にGRITSと契約を継続した。
2021-2022シーズンオフの2022年6月3日にGRITSと契約を継続した。
2022-2023シーズンオフの2023年6月17日にGRITSと契約を継続した。
2023-2024シーズンオフの2024年5月25日にGRITSと契約を継続した。
2024-2025シーズンはオフの2025年4月12日に契約期間満了でGRITSを退団した。

## 人物
7歳の時に『プライド』を見てアイスホッケーを始めた。
趣味は温泉。